# Alekseï Bougaïev
Pour les articles homonymes, voir BougaÏev.
Alekseï Ivanovitch Bougaïev (en russe : Алексей Иванович Бугаев) est un footballeur russe né le 25 août 1981 à Moscou et mort le 29 décembre 2024, actif dans les années 2000.

## Biographie
En 2005, il joue la supercoupe de Russie avec le Lokomotiv Moscou, il entre au jeu à la 22e minute d'un match[Lequel ?], en remplacement de Sergueï Gurenko. La supercoupe est remportée par leur équipe.
En 2023, il est condamné à neuf ans et demi de prison pour une tentative de trafic de drogue ; en tant que prisonnier, il est ensuite enrôlé comme soldat pour combattre durant la guerre d'Ukraine en Ukraine occupé où il meurt au combat.

## Statistiques
| Saison                | Club                  | Championnat           | Championnat | Championnat | Coupe(s) nationale(s) | Coupe(s) nationale(s) | Compétition(s) continentale(s) | Compétition(s) continentale(s) | Compétition(s) continentale(s) | Total | Total |
| Saison                | Club                  | Division              | M.          | B.          | M.                    | B.                    | Comp.                          | M.                             | B.                             | M.    | B.    |
| 2001                  | Torpedo Moscou        | D1                    | 2           | 0           | -                     | -                     | -                              | -                              | -                              | 2     | 0     |
| 2001                  | Tom Tomsk             | D2                    | 6           | 0           | -                     | -                     | -                              | -                              | -                              | 6     | 0     |
| 2002                  | Tom Tomsk             | D2                    | 28          | 1           | 2                     | 0                     | -                              | -                              | -                              | 30    | 1     |
| 2003                  | Torpedo Moscou        | D1                    | 19          | 1           | 6                     | 1                     | C3                             | 3                              | 0                              | 28    | 2     |
| 2004                  | Torpedo Moscou        | D1                    | 20          | 0           | -                     | -                     | -                              | -                              | -                              | 20    | 0     |
| 2005                  | Lokomotiv Moscou      | D1                    | 8           | 0           | 3                     | 0                     | C3                             | 3                              | 0                              | 14    | 0     |
| 2006                  | Tom Tomsk             | D1                    | 28          | 1           | -                     | -                     | -                              | -                              | -                              | 28    | 1     |
| 2007                  | Tom Tomsk             | D1                    | 17          | 0           | 3                     | 0                     | -                              | -                              | -                              | 20    | 0     |
| 2008                  | Tom Tomsk             | D1                    | 9           | 0           | -                     | -                     | -                              | -                              | -                              | 9     | 0     |
| 2009                  | FK Krasnodar          | D2                    | 14          | 0           | -                     | -                     | -                              | -                              | -                              | 14    | 0     |
| 2010                  | FK Krasnodar          | D2                    | 6           | 0           | -                     | -                     | -                              | -                              | -                              | 6     | 0     |
| Total sur la carrière | Total sur la carrière | Total sur la carrière | 157         | 3           | 14                    | 1                     | -                              | 6                              | 0                              | 177   | 4     |

## Sélections
- 7 sélections avec l'équipe de Russie de 2004 à 2005.

- Supercoupe de Russie avec le Lokomotiv Moscou, en 2005.